# Rhododendron populare
Rhododendron populare är en ljungväxtart som beskrevs av John Macqueen Cowan. Rhododendron populare ingår i släktet rododendron, och familjen ljungväxter. Inga underarter finns listade i Catalogue of Life.